# 4765 Wasserburg
4765 Wasserburg (1986 JN1) là một tiểu hành tinh vành đai chính bên trong được phát hiện ngày 5 tháng 5 năm 1986 bởi C. S. Shoemaker ở Đài thiên văn Palomar.